# René (Sarthe)
Pour les articles homonymes, voir René.
René est une commune française, située dans le département de la Sarthe en région Pays de la Loire, peuplée de 390 habitants.
La commune fait partie de la province historique du Maine, et se situe dans le Saosnois.

## Géographie
La commune est au nord du Haut-Maine, au sud-ouest du Saosnois. Son bourg est à 9 km au nord-ouest de Marolles-les-Braults, à 10 km au nord-est de Beaumont-sur-Sarthe, à 13 km au nord de Ballon, à 15 km au sud-ouest de Mamers et à 24 km au sud-est d'Alençon.
| Thoiré-sous-Contensor, Chérancé | Thoiré-sous-Contensor, Les Mées | Les Mées, Thoigné |
| Chérancé                        | René                            | Thoigné           |
| Doucelles, Meurcé               | Nouans                          | Dangeul           |

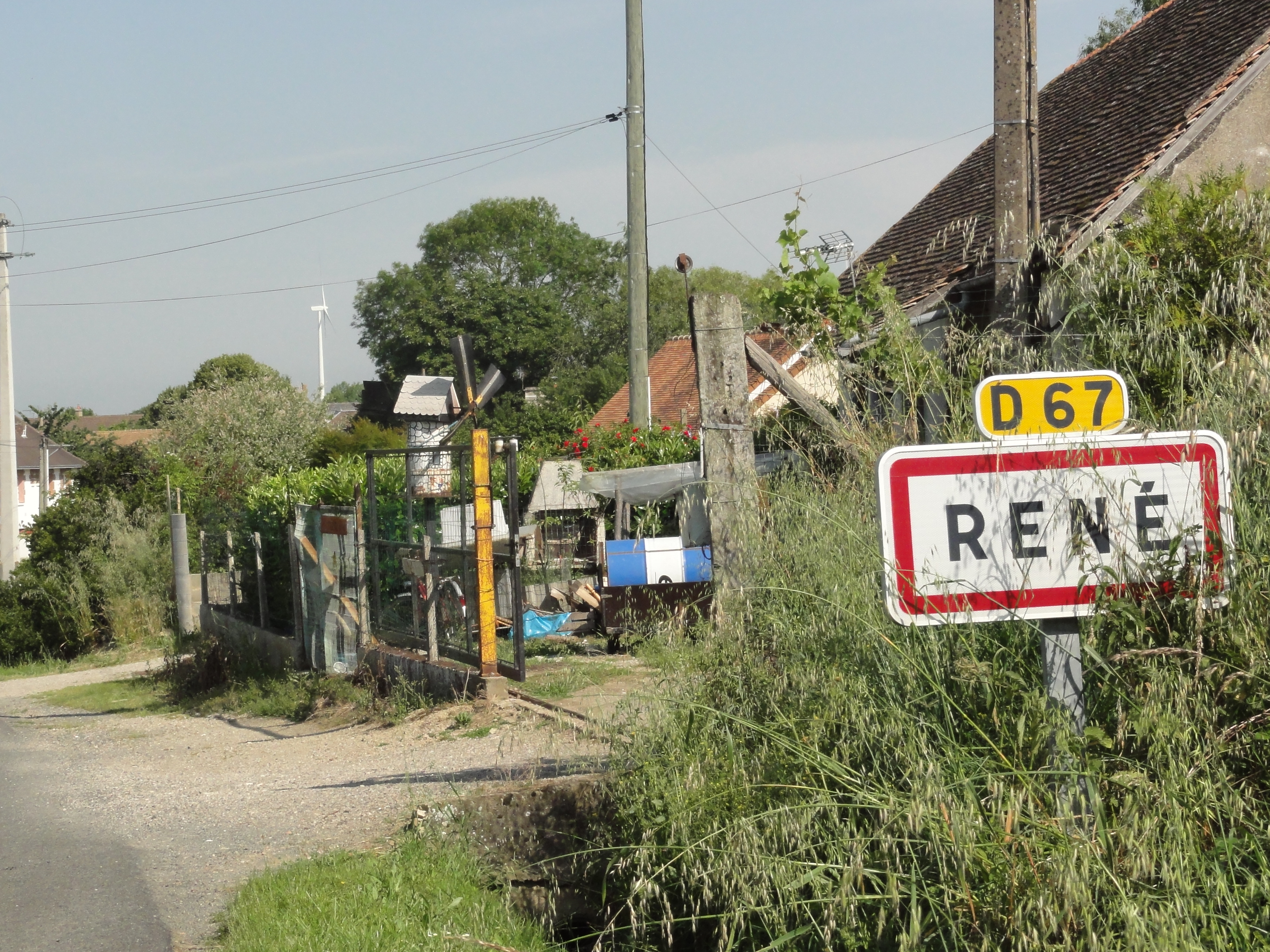
Entrée de René.
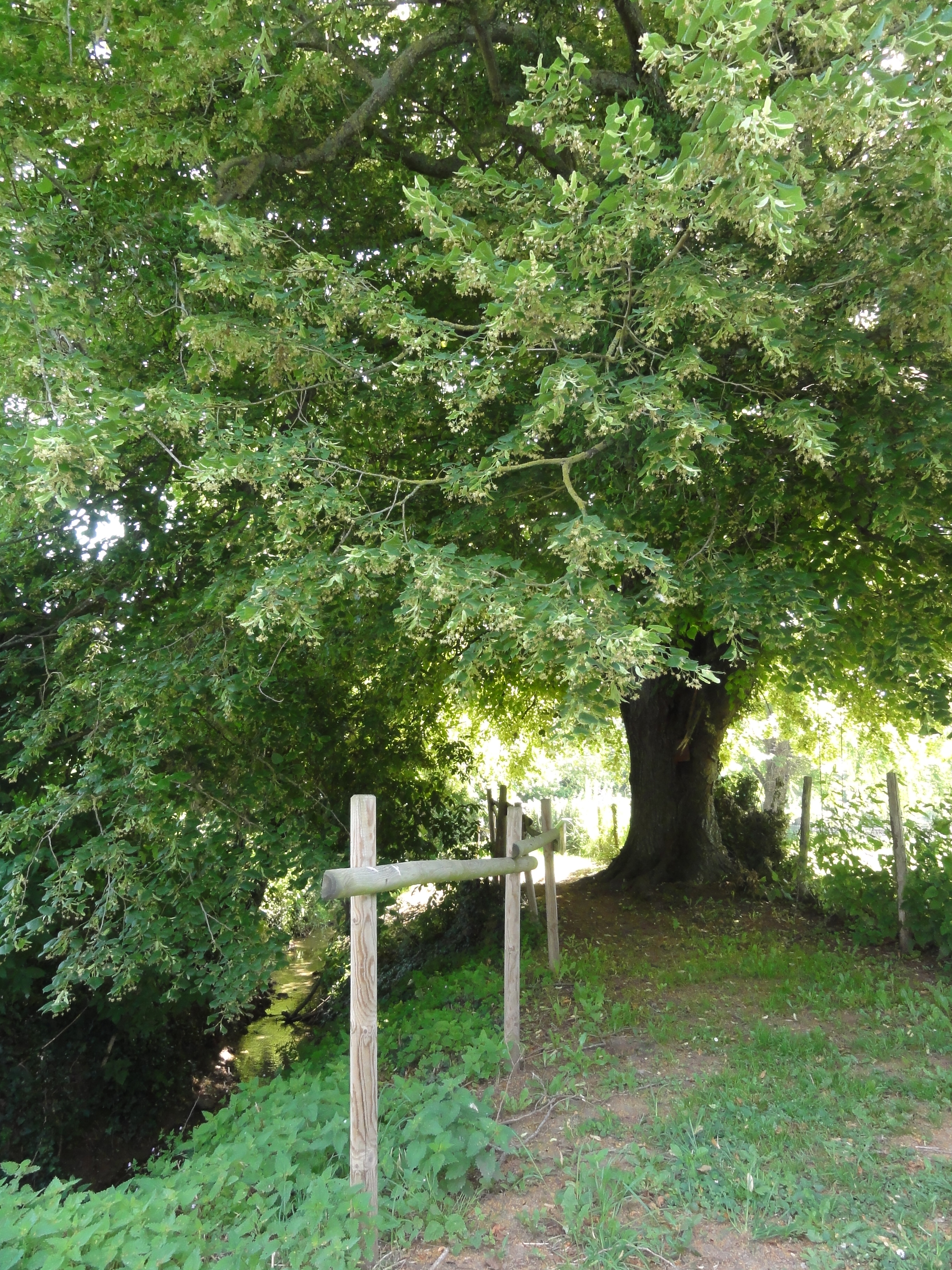
L'Ornette à René.

### Climat
Pour des articles plus généraux, voir Climat des Pays de la Loire et Climat du Val-d'Oise.
En 2010, le climat de la commune est de type climat océanique dégradé des plaines du Centre et du Nord, selon une étude du CNRS s'appuyant sur une série de données couvrant la période 1971-2000. En 2020, Météo-France publie une typologie des climats de la France métropolitaine dans laquelle la commune est exposée à un climat océanique altéré et est dans une zone de transition entre les régions climatiques « Normandie (Cotentin, Orne) » et « Moyenne vallée de la Loire ». 
Pour la période 1971-2000, la température annuelle moyenne est de 10,7 °C, avec une amplitude thermique annuelle de 14,3 °C. Le cumul annuel moyen de précipitations est de 706 mm, avec 11,7 jours de précipitations en janvier et 7,3 jours en juillet. Pour la période 1991-2020, la température moyenne annuelle observée sur la station météorologique de Météo-France la plus proche, « Deauville », sur la commune de Deauville à 5 368 km à vol d'oiseau, est de 0,0 °C et le cumul annuel moyen de précipitations est de 0,0 mm,. Pour l'avenir, les paramètres climatiques de la commune estimés pour 2050 selon différents scénarios d'émission de gaz à effet de serre sont consultables sur un site dédié publié par Météo-France en novembre 2022.

## Urbanisme

### Typologie
Au 1er janvier 2024, René est catégorisée commune rurale à habitat dispersé, selon la nouvelle grille communale de densité à sept niveaux définie par l'Insee en 2022.
Elle est située hors unité urbaine et hors attraction des villes,.

### Occupation des sols
L'occupation des sols de la commune, telle qu'elle ressort de la base de données européenne d’occupation biophysique des sols Corine Land Cover (CLC), est marquée par l'importance des territoires agricoles (97,8 % en 2018), une proportion identique à celle de 1990 (97,8 %). La répartition détaillée en 2018 est la suivante : 
terres arables (89,6 %), zones agricoles hétérogènes (6,7 %), zones urbanisées (2,2 %), prairies (1,5 %). L'évolution de l’occupation des sols de la commune et de ses infrastructures peut être observée sur les différentes représentations cartographiques du territoire : la carte de Cassini (XVIIIe siècle), la carte d'état-major (1820-1866) et les cartes ou photos aériennes de l'IGN pour la période actuelle (1950 à aujourd'hui).

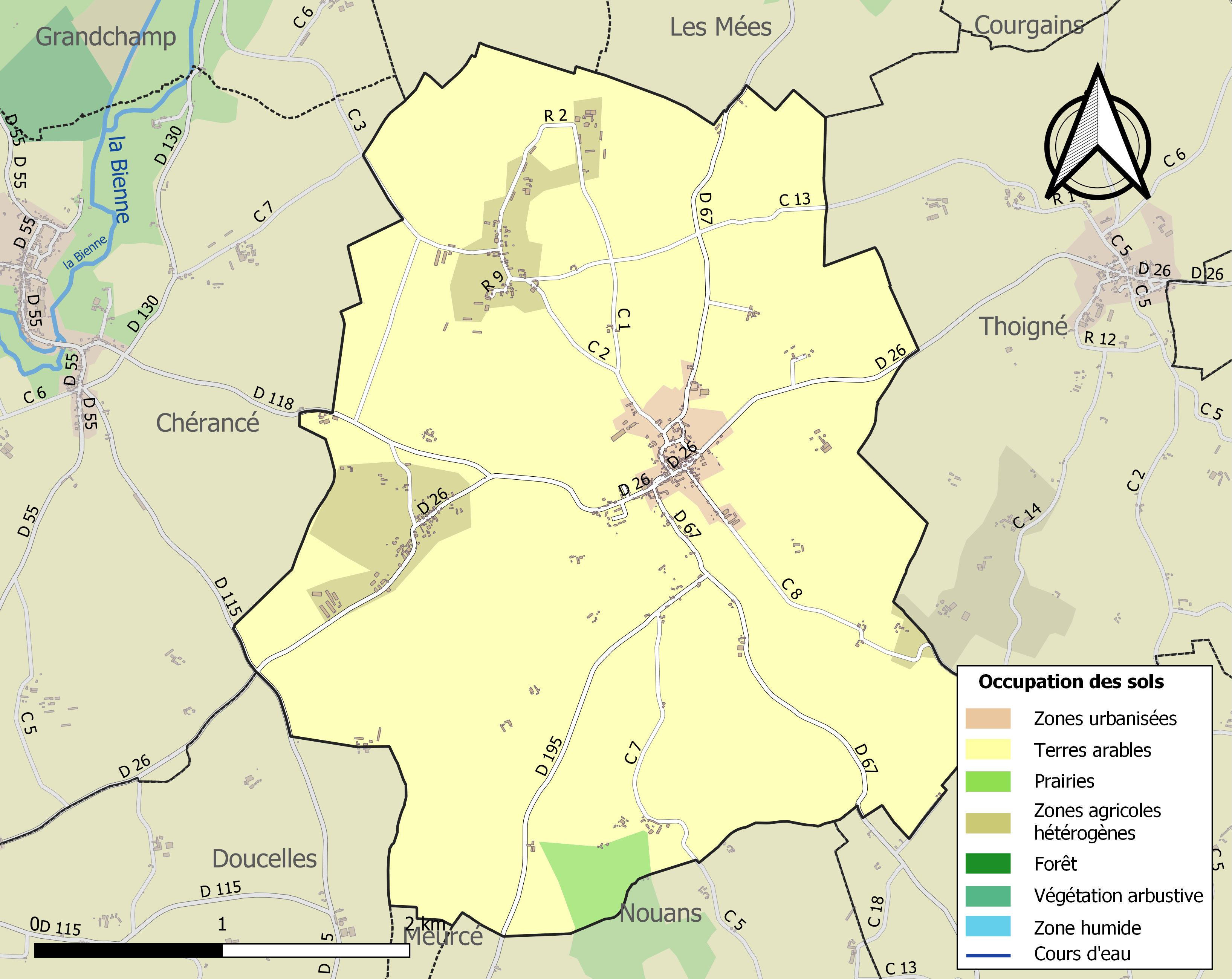
Carte des infrastructures et de l'occupation des sols de la commune en 2018 (CLC).

## Toponymie
Le nom de la localité est attesté sous la forme de Reneio en 1160 et 1180. Le toponyme serait issu d'un anthroponyme gaulois tel que Renos ou Ratinus suffixé avec -acum / -acos. Pour Gérard Taverdet, il s’agirait plutôt du radical celtique ren- qui sert à désigner une rivière ou un fleuve (même étymologie que le Rhin) : le village est en effet traversé par l’Orthon, petit affluent de la Sarthe
Le gentilé est Renéen.

## Histoire
Une présence préhistorique et romaine est attestée avec certitude. Dans des champs, il a été retrouvé des outils de l'époque néolithique.
Des tuiles à rebord de l'époque gallo-romaine, des céramiques, des fragments de briques ont été retrouvés sur la commune.
Ramassages d'Alexandre Aubry (1924 René - 2006 Lille) - membre du Groupe Archéologique Lillois.

## Politique et administration
| Période                                  | Période       | Identité                | Étiquette | Qualité                 |
| ---------------------------------------- | ------------- | ----------------------- | --------- | ----------------------- |
| avant 1815                               | décembre 1815 | Joseph Pierre Lamarre   |           |                         |
| décembre 1815                            | octobre 1816  | François Denis La Croix |           |                         |
| novembre 1816                            | octobre 1846  | Joseph Drouin           |           |                         |
| novembre 1846                            | 1867          | Pierre Guimont          |           |                         |
| août 1867                                | mars 1874     | Raoul de la Grasserie   |           |                         |
| mars 1874                                | janvier 1878  | François Moire          |           |                         |
| janvier 1878                             | juillet 1881  | François Lemaître       |           |                         |
| août 1881                                | mai 1892      | Adolphe Brossard        |           | Cultivateur             |
| juin 1892                                | après 1897    | Prosper Lemercier       |           | Instituteur             |
| ?                                        | après 1913    | François Besnier        |           |                         |
| ?                                        | après 1921    | Louis Prunier           |           |                         |
|                                          |               |                         |           |                         |
| ?                                        | mars 2001     | Claude Maupay           | GE        |                         |
| mars 2001                                | mai 2020      | Pascal Chotard          | SE        | Propriétaire immobilier |
| mai 2020                                 | En cours      | Sylvie Dubreuil         | SE        | Ingénieur commercial    |
| Les données manquantes sont à compléter. |               |                         |           |                         |

Le conseil municipal est composé de onze membres dont le maire et trois adjoints.

## Démographie
L'évolution du nombre d'habitants est connue à travers les recensements de la population effectués dans la commune depuis 1793. Pour les communes de moins de 10 000 habitants, une enquête de recensement portant sur toute la population est réalisée tous les cinq ans, les populations de référence des années intermédiaires étant quant à elles estimées par interpolation ou extrapolation. Pour la commune, le premier recensement exhaustif entrant dans le cadre du nouveau dispositif a été réalisé en 2008.
En 2022, la commune comptait 390 habitants, en évolution de +3,45 % par rapport à 2016 (Sarthe : −0,25 %, France hors Mayotte : +2,11 %).
René a compté jusqu'à 1 623 habitants en 1831.
| 1793  | 1800  | 1806  | 1821  | 1831  | 1836  | 1841  | 1846  | 1851  |
| ----- | ----- | ----- | ----- | ----- | ----- | ----- | ----- | ----- |
| 1 226 | 1 253 | 1 247 | 1 424 | 1 623 | 1 282 | 1 283 | 1 383 | 1 257 |

| 1856  | 1861  | 1866  | 1872  | 1876  | 1881 | 1886 | 1891 | 1896 |
| ----- | ----- | ----- | ----- | ----- | ---- | ---- | ---- | ---- |
| 1 180 | 1 127 | 1 111 | 1 040 | 1 011 | 915  | 886  | 828  | 756  |

| 1901 | 1906 | 1911 | 1921 | 1926 | 1931 | 1936 | 1946 | 1954 |
| ---- | ---- | ---- | ---- | ---- | ---- | ---- | ---- | ---- |
| 763  | 734  | 701  | 644  | 647  | 575  | 588  | 628  | 589  |

| 1962 | 1968 | 1975 | 1982 | 1990 | 1999 | 2006 | 2008 | 2013 |
| ---- | ---- | ---- | ---- | ---- | ---- | ---- | ---- | ---- |
| 548  | 517  | 480  | 398  | 333  | 354  | 361  | 363  | 365  |

| 2018 | 2022 | - | - | - | - | - | - | - |
| ---- | ---- | - | - | - | - | - | - | - |
| 381  | 390  | - | - | - | - | - | - | - |

## Économie
- Marché à l'ancienne.

## Lieux et monuments
- Église Saint-Pierre, des XVe et XVIe siècles, inscrite au titre des monuments historiques depuis le 4 février 2002[25]. Elle abrite un certain nombre d'œuvres classées à titre d'objets[26]. Elle a un balet latéral, un petit porche à toit pointu qui reliait autrefois l'église au cimetière.
- Halles de 1533, inscrites au titre des Monuments historiques depuis le 8 octobre 1984[27]. Elles étaient initialement situées sur la place de l'Église[réf. nécessaire].
- Presbytère (ancien) du XVIe siècle.
- Château du Bourchemin, au sud-est du clocher.
- Petit musée de l'outillage de l'artisanat ancien.
- Longeant l'Ornette, un sentier découverte : le chemin des arts et de la nature, aboutissant au Bois des bébés et bois des enfants.

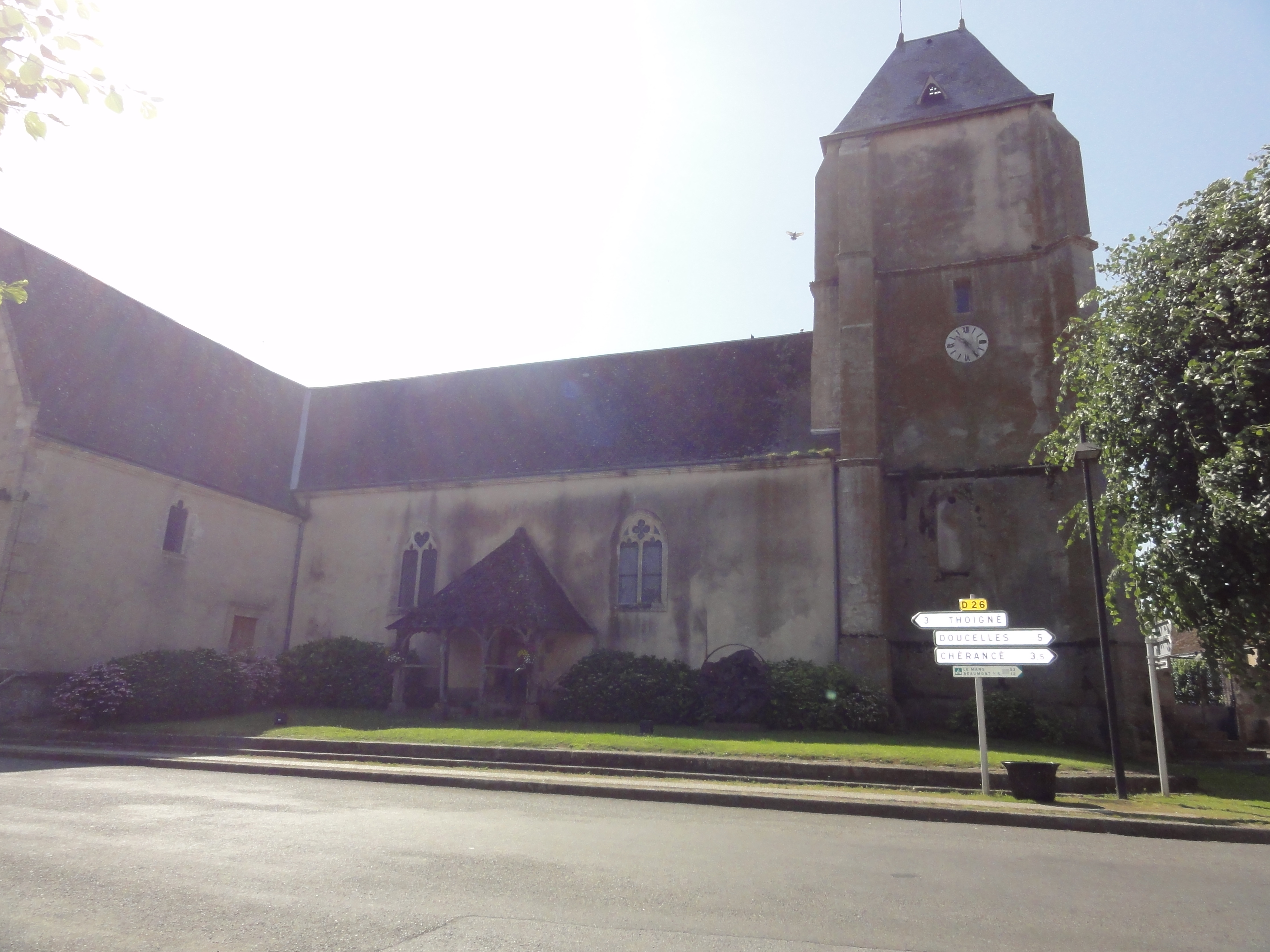
Église Saint-Pierre.
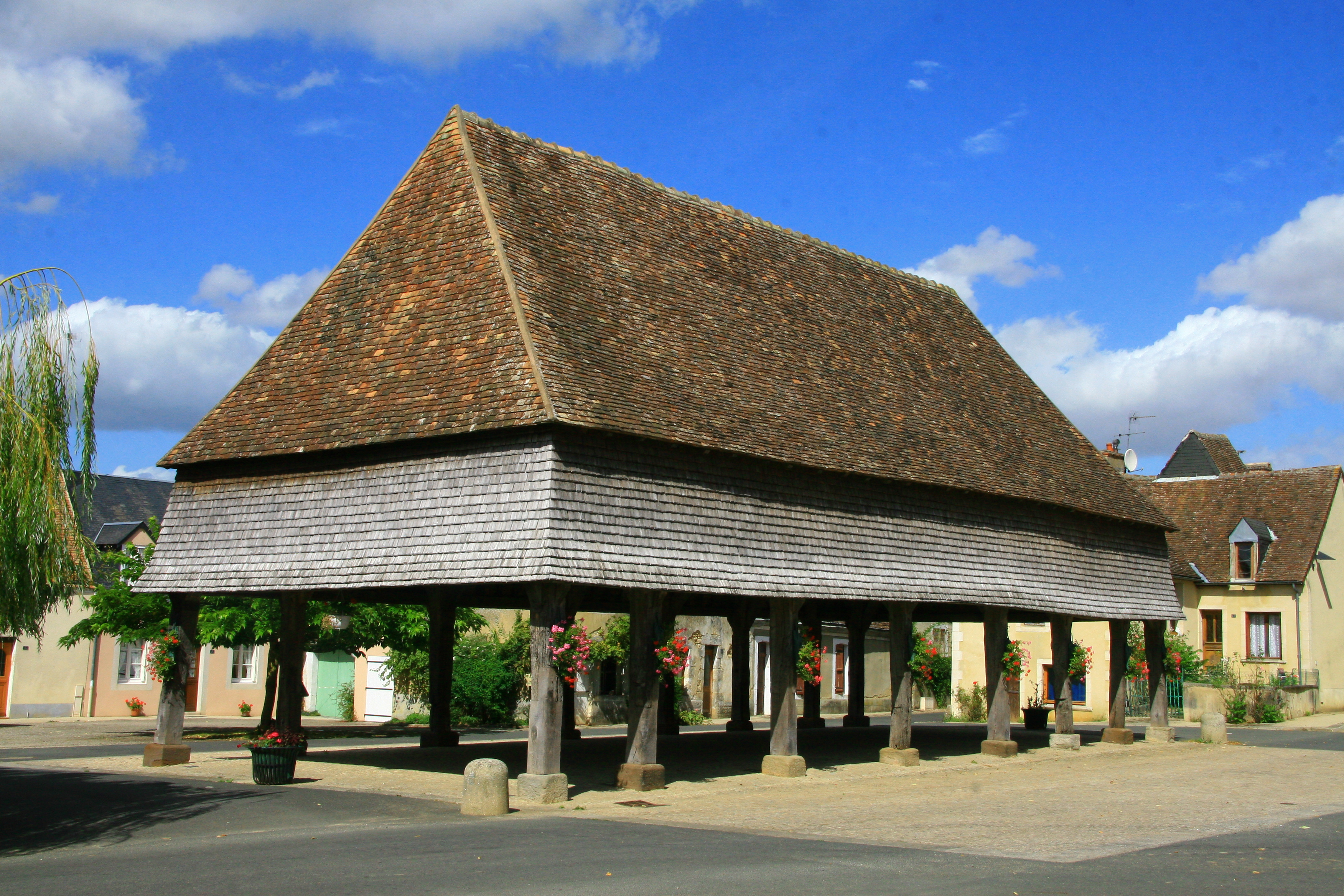
Les halles.
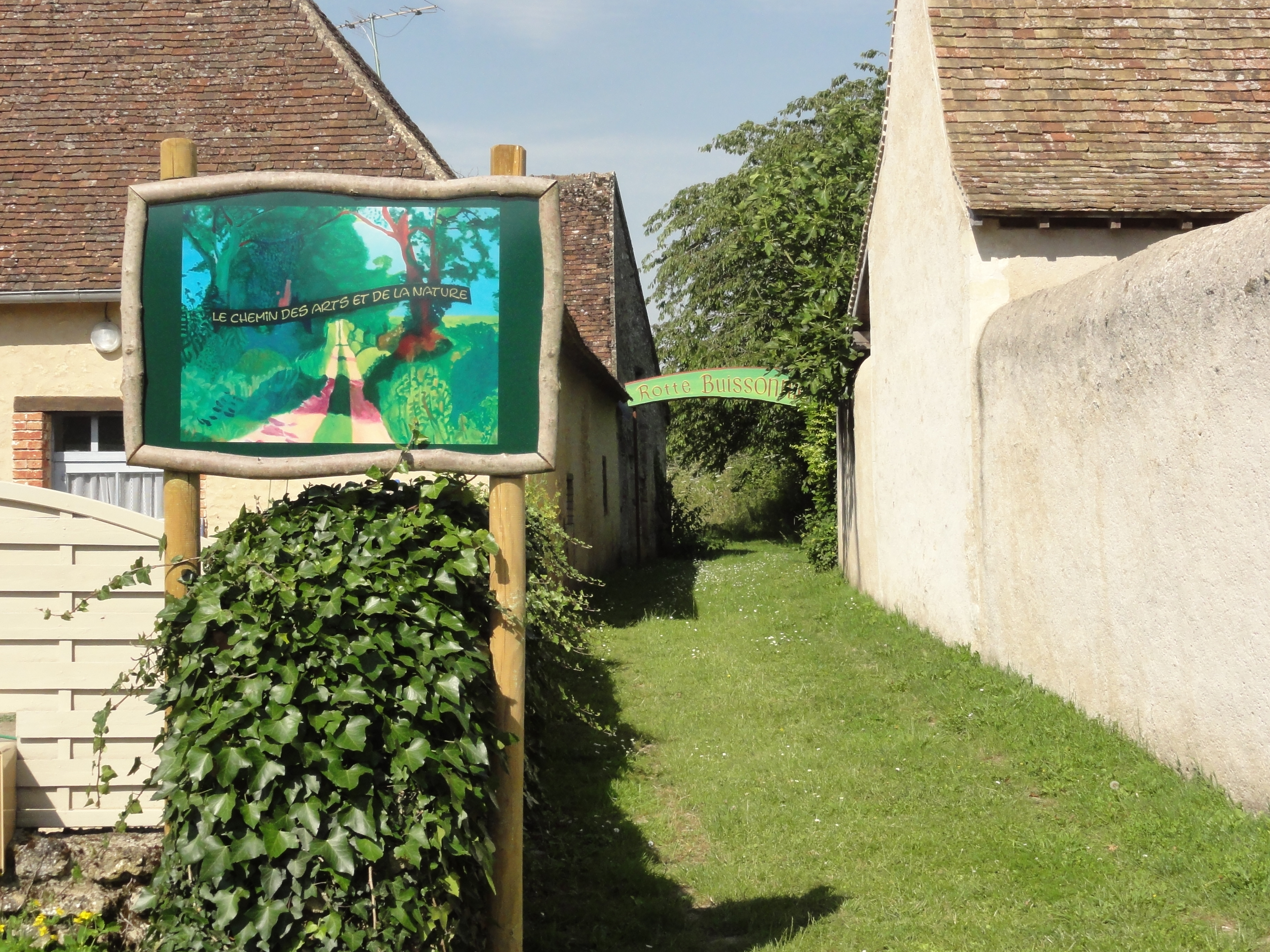
Chemin des arts et de la nature.
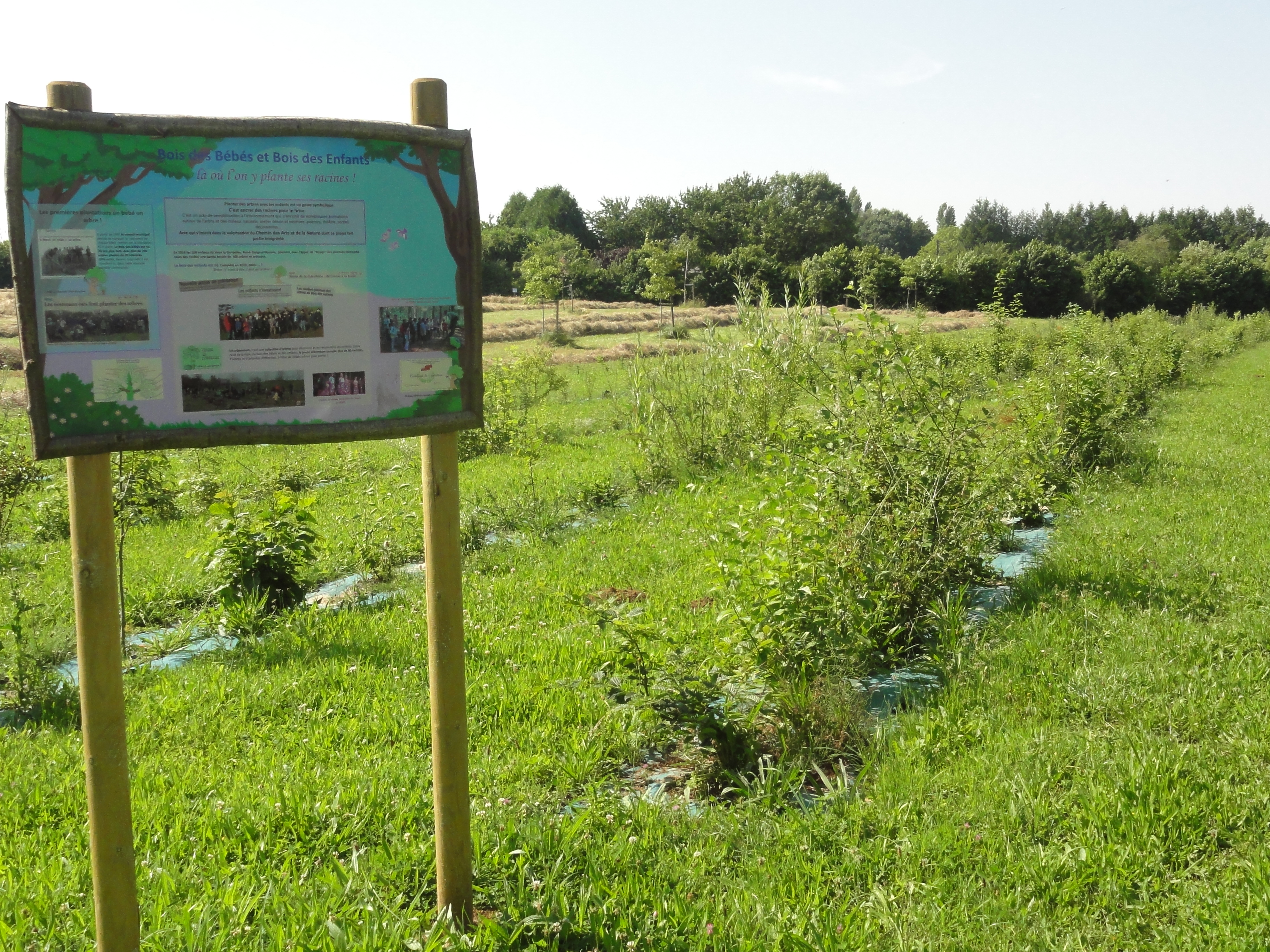
Bois des bébés et bois des enfants.